# Fernand Demets
Ferdinand (Fernand) Charles Gustave Demets (Sint-Gillis, 8 maart 1884 - Brussel, 29 september 1952) was een Belgisch liberaal politicus.

## Levensloop
Demets werd beroepshalve industrieel.
Hij werd politiek actief voor de Liberale Partij en werd voor deze partij van 1911 tot 1929 verkozen tot gemeenteraadslid van Anderlecht, waar hij van 1919 tot 1927 burgemeester was.
Van 1929 tot 1945 zetelde hij namens het arrondissement Brussel in de Belgische Senaat. In 1945 nam hij ontslag als senator om provinciegouverneur te worden van Brabant en oefende dit mandaat uit tot in 1951, toen hij de leeftijdsgrens van 67 jaar bereikte.
Bovendien was hij tijdens de Duitse bezetting in de Tweede Wereldoorlog van november 1940 tot september 1944 samen met Jane Brigode waarnemend voorzitter van de Liberale Partij. Na de oorlog was hij van 1944 tot 1945 minister van Landsverdediging.

## Bron
- VAN MOLLE, P., Het Belgisch Parlement 1894-1972, Antwerpen, 1972.